# ギリシャ・スーパーリーグ2
ギリシャ・スーパーリーグ2（Super League Greece 2 (ギリシア語: Ελληνική Σούπερ Λίγκα 2)）は、ギリシャの最上位サッカーリーグであるスーパーリーグの1つ下のディビジョンである。

## 概要
2019-20シーズンにギリシャのサッカーリーグシステムが変更され、スーパーリーグの1つ下のディビジョンとして、新しくスーパーリーグ2が創立された。2018-19シーズンのセカンドディビジョンであったフットボールリーグはサードディビジョン、サードディビジョンであったガンマ・エスニキはフォースディビジョンに変更された。
2019-20シーズンのスーパーリーグは参加チーム数が16から14に削減され、2018-19シーズンのスーパーリーグの上位12チームとフットボールリーグで優勝したヴォロス、入れ替え戦で勝利したスーパーリーグで13位のクレタで構成され、スーパーリーグ2は2018-19シーズンのスーパーリーグの下位3チームとフットボールリーグで3位から10位の8チーム、入れ替え戦で敗れたフットボールリーグで2位のプラタニアスの合計12チームで構成された。
スーパーリーグ2初年度の2019-20シーズンは次のレギュレーションで行われることが発表された。
- 12チームが2回戦総当たり戦（各チーム22試合）を実施するレギュラーシーズンと、レギュラーシーズン終了後に上位6チームと下位6チームに分かれて2回戦総当たり戦（各チーム10試合）を実施するプレーオフ、プレーアウトの合計成績によって順位を決定する[2][3]。
- 優勝チームはスーパーリーグに自動昇格、2位チームはスーパーリーグで13位のチームとの入れ替え戦に出場する[2][4]。一方で下位2チームはフットボールリーグに降格する[2]。

しかし、新型コロナウイルス感染症の流行の影響により、シーズン中の2020年3月12日に延期が決定され、同年6月22日に再開せずに終了することが決定された。

## 2019-20シーズン所属クラブ
| チーム名                 | ホームタウン | ホームスタジアム                |
| ------------------------ | ------------ | ------------------------------- |
| アポロン・ラリサス       | ラリサ       | Γήπεδο Απόλλωνα Φιλιππούπολη    |
| アポロン・ポントゥ       | カラマリア   | ΜΓΣ Καλαμαριάς                  |
| アポロン・スミルニ       | リズポリ     | Γήπεδο Γεώργιος Καμάρας         |
| ハニア                   | キッサモス   | Δημοτικό Γήπεδο Περιβολίων      |
| ドクサ・ドラマス         | ドラマ       | Γήπεδο Δόξας Δράμας             |
| エルゴテリス             | イラクリオン | パンクリティオ・スタディオ      |
| カライスカキス・アルタス | アルタ       | Δημοτικό Στάδιο Αγίων Αναργύρων |
| ケルキラ                 | ケルキラ     | ΕΑΚ Κέρκυρας                    |
| レヴァディアコス         | リヴァディア | Δημοτικό Στάδιο Λιβαδειάς       |
| パナハイキ               | パトラ       | Στάδιο Παναχαϊκής Αγυιάς        |
| プラタニアス             | プラタニアス | Δημοτικό Στάδιο Περιβολίων      |
| PASヤニナ                | ヨアニナ     | Ε.Σ.Ι «Οι Ζωσιμάδες»            |